# Buchanan (Georgia)
Buchanan – miasto w Stanach Zjednoczonych, w stanie Georgia, siedziba administracyjna hrabstwa Haralson.